# Авга
Авга (Ауга) (др.-греч. Αὔγη; вероятно, от αὐγή «сияние», «солнечный свет») — персонаж древнегреческой мифологии.
Дочь аркадского царя Алея из Тегеи и Неэры. Была жрицей Афины.
Геракл соблазнил её у источника на север от храма Афины Алеи (у Гекатея иная версия). Она родила от Геракла сына Телефа и подкинула его в священном участке Афины.
Алею же были предсказаны несчастья от рождения внука. И Авга от страха перед отцом спрятала ребёнка в храме Афины. Богиня разгневалась за это и наказала страну чумой. Тогда Алей, чтобы спасти страну от чумы, велел выбросить ребёнка на дорогу. Малыша вскормила лань Артемиды. Младенца выбросили на Парфенийскую («Девичью») гору, но его спасла лань и пастухи царя Корифа. Либо родила на горе Парфений, где и оставила его. Либо Алей передал её Навплию, её повели, она упала на колени и родила там, где стоял храм Илифии на площади в Тегее (Илифию называли «Авгой на коленях»).
Авга была вынуждена бежать, попала в Мизию, где вышла замуж за царя Тевфранта. По другой версии Авга, спасаясь от преследования, бросилась в море вместе с Телефом и доплыла до Мизии. Согласно Еврипиду, она брошена в ящике в море, Афина переправила его к устью Каика. Алей отдал Авгу Навплию, а тот решил не топить её в море, а отдал её властителю Тевфрании Тевфранту (царю Мисии), который на ней женился (либо Навплий подарил её карийцам, а те — Тевфранту). По рассказу Гекатея, родила ребёнка от Геракла и брошена в море с сыном в ящике.
По другой версии, была приемной дочерью Тевфранта. Когда Телеф и Парфенопей защитили мисийское царство от Идаса, царь обещал Телефу в жены Авгу. Авга хотела его убить, но между ними выполз дракон, и произошло узнавание. Телеф впоследствии был усыновлен Тевфрантом.
В Пергаме над Каиком был памятник Авги. Из всех женщин, с которыми сходился Геракл, родила сына, наиболее похожего на отца. Изображена в Аиде на картине Полигнота в Дельфах.
Судьба Авги воспроизведена на фризе Телефа на пергамском алтаре.
Действующее лицо трагедии Софокла «Авга», трагедии Еврипида «Авга», трагедии Афарея «Авга», комедии Филиллия «Авга», Ринфона «Авга».